# グラン・マルニエ・オレンジ
グラン・マルニエ・オレンジ (Grand Marnier Orange) は、リキュールベースのロングドリンク（ロングカクテル）。単にマルニエ・オレンジ (Marnier Orange) とも呼ばれる。
ベースとなるグラン・マルニエはオレンジの果皮から造られるリキュールなので、オレンジ・ジュースとの相性は非常に良い。

## 標準的なレシピ
- グラン・マルニエ - 45ml
- オレンジ・ジュース - 適量

## 作り方
- タンブラーに氷を入れてから、 材料を全てタンブラーに注ぎステアする。

## 備考
- スクリュー・ドライバーのバリエーションの1つで、ベースのウォッカをグラン・マルニエに替えたものである。
- グラン・マルニエ以外のオレンジ・キュラソーもオレンジ・ジュースとの相性は良いが[3]、グラン・マルニエ以外のオレンジ・キュラソーをベースにしたものには特に名前は付いていない。
- カット・オレンジあるいはスライス・オレンジを添えても良い。